# Balinci
Balinci is een plaats in de gemeente Mikleuš in de Kroatische provincie Virovitica-Podravina. De plaats telt 93 inwoners (2001).